# Margot Blakely
Margot Blakely, senare Margot Hawley, född 1950, är en alpin skidåkare från Nya Zeeland.  
Hon tävlade för Nya Zeeland vid olympiska vinterspelen 1968 i Grenoble, men diskvalificerades i slalomtävlingen. 
Hon är syster till Stuart Blakely, som tävlade i olympiska spelen 1976 och 1980. 